# Distrito de Debagarh
Debagarh (en oriya: ଦେବଗଡ଼ ଜିଲା) es un distrito de la India en el estado de Orissa. Código ISO: IN.OR.DE.
Comprende una superficie de 2781 km².
El centro administrativo es la ciudad de Debagarh.

## Demografía
Según censo 2011 contaba con una población total de 312164 habitantes, de los cuales 154 147 eran mujeres y 158 017 varones.